# Zeatrophon
Zeatrophon is een geslacht van weekdieren uit de klasse van de Gastropoda (slakken).

## Soorten
- Zeatrophon ambiguus (Philippi, 1844)
- Zeatrophon bonneti (Cossmann, 1903) †
- Zeatrophon lassus (Marwick, 1928) †
- Zeatrophon mortenseni (Odhner, 1924)
- Zeatrophon pulcherrimus Finlay, 1930